# الرئيس الكبير (فلم)
الرئيس الكبير (عنوانه في الأصل هو قبضات الغضب في الولايات المتحدة) هو فيلم أكشن للفنون القتالية صدر في هونغ كونغ عام 1971، من إنتاج ريموند تشاو وبطولة بروس لي، وهو أول ظهور له بدور البطولة في فيلم رئيس. الفيلم أيضًا من بطولة ماريا يي، وجيمس تيان، وتوني ليو، ونورا مياو. 
تلقى الفيلم إشادة من النقاد وكان أداؤه جيدًا بشكل استثنائي في شباك التذاكر. الأداء الرائع الذي قدمه بروس لي لم يجعله يتفوق على تيان الذي كان بالفعل نجماً في هونغ كونغ فحسب، بل دفعه أيضاً إلى الشهرة في جميع أنحاء آسيا وفي نهاية المطاف في جميع أنحاء العالم.
حقق الفيلم ما يقرب من 50 مليون دولار أمريكي في جميع أنحاء العالم (ما يعادل حوالي 400 مليون دولار اليوم)، مقابل ميزانية محدودة بلغت 100000 دولار، أي ما يقرب من 500 ضعف استثماره الأصلي. وكان الفيلم الأكثر ربحًا في هونغ كونغ حتى فيلم لي التالي قبضة الغضب (1972).

## القصة
يحكي الفيلم قصة الشاب تشين الذي ترك بلدته في الصين للعمل في إحدى مصانع الثلج في تايلاند، وعند دخوله المدينة وعد عمه بعدم القتال مجدداً ولكن يتعرض للمشاكل، ولم يستطع الصمود خصوصا بعدما تعرض أبناء عمومته الذين كانوا يسكنون معه في نفس المنزل للقتل، ولم يهدء حتى علم القاتل الذي اكتشف أنه تاجر مخدرات يُعرف بالرئيس الكبير أو "الرأس الكبير"، وبعد مشاجرة طويلة قتل تشين زعيم العصابة.

## وصلات خارجية
- مقالات تستعمل روابط فنية بلا صلة مع ويكي بيانات
- The Big Boss at the قاعدة بيانات أفلام هونغ كونغ
- The Big Boss على موقع أول موفي.
- A gallery of still shots from The Big Boss
- An in-depth article on the missing scenes featuring rare publicity shots and screenshots
- The opening credits from the "version you've never seen"
- "the big boss & the beautiful orphan" by d. (contemporary artist/designer). "the big boss & the beautiful orphan" is a remix/remake of "The Big Boss." Genre: cross-genre, appropriation art, experimental, literary. "the big boss & the beautiful orphan" appeared March 22, 2011 in the online arts journal, "Orion headless."